# Langenpreising
Langenpreising település Németországban, azon belül Bajorországban. Lakosainak száma 2938 fő (2023. december 31.).

## Népesség
A település népessége az elmúlt években az alábbi módon változott:
| Lakosok száma | 1178 | 1803 | 1550 | 2627 | 2641 | 2695 | 2780 | 2855 | 2854 | 2938 |
|               | 1875 | 1950 | 1970 | 2011 | 2013 | 2014 | 2016 | 2019 | 2021 | 2023 |